# Bajkovo
Bajkovo (macedónul: Бајково) település Észak-Macedóniában, a Délkeleti körzetben, a Novo Szelo-i járásban.

## Népesség
| Lakosok száma | 201  | 232  | 283  | 273  | 65   | 11   | 5    | 2    |      |
|               | 1948 | 1953 | 1961 | 1971 | 1981 | 1991 | 1994 | 2002 | 2021 |

- 2002-ben 2 lakosa volt, akik mindannyian macedónok.